# Trompe-l'oeil

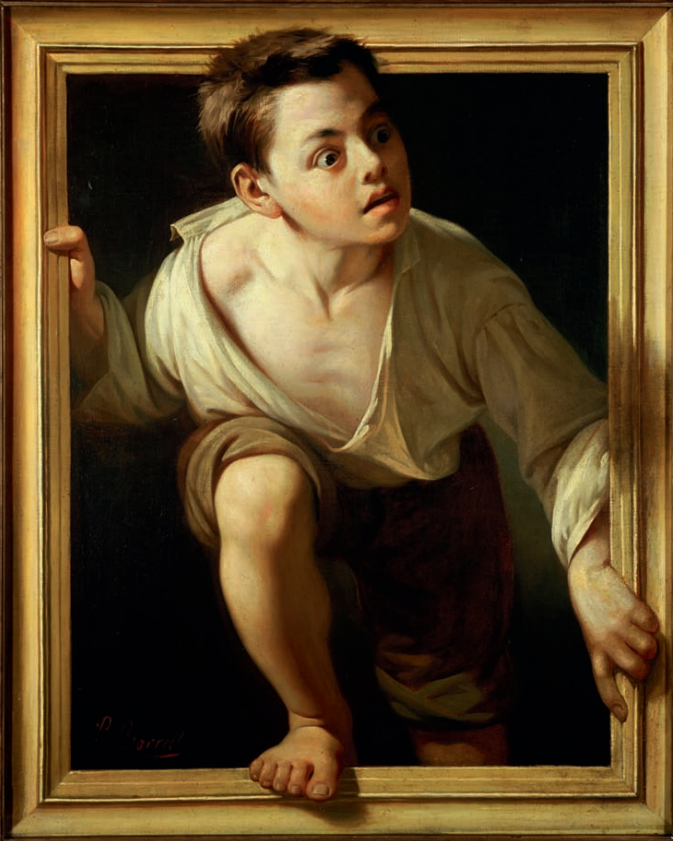
Ontsnappen aan kritiek, door Pere Borrell del Caso, 1874

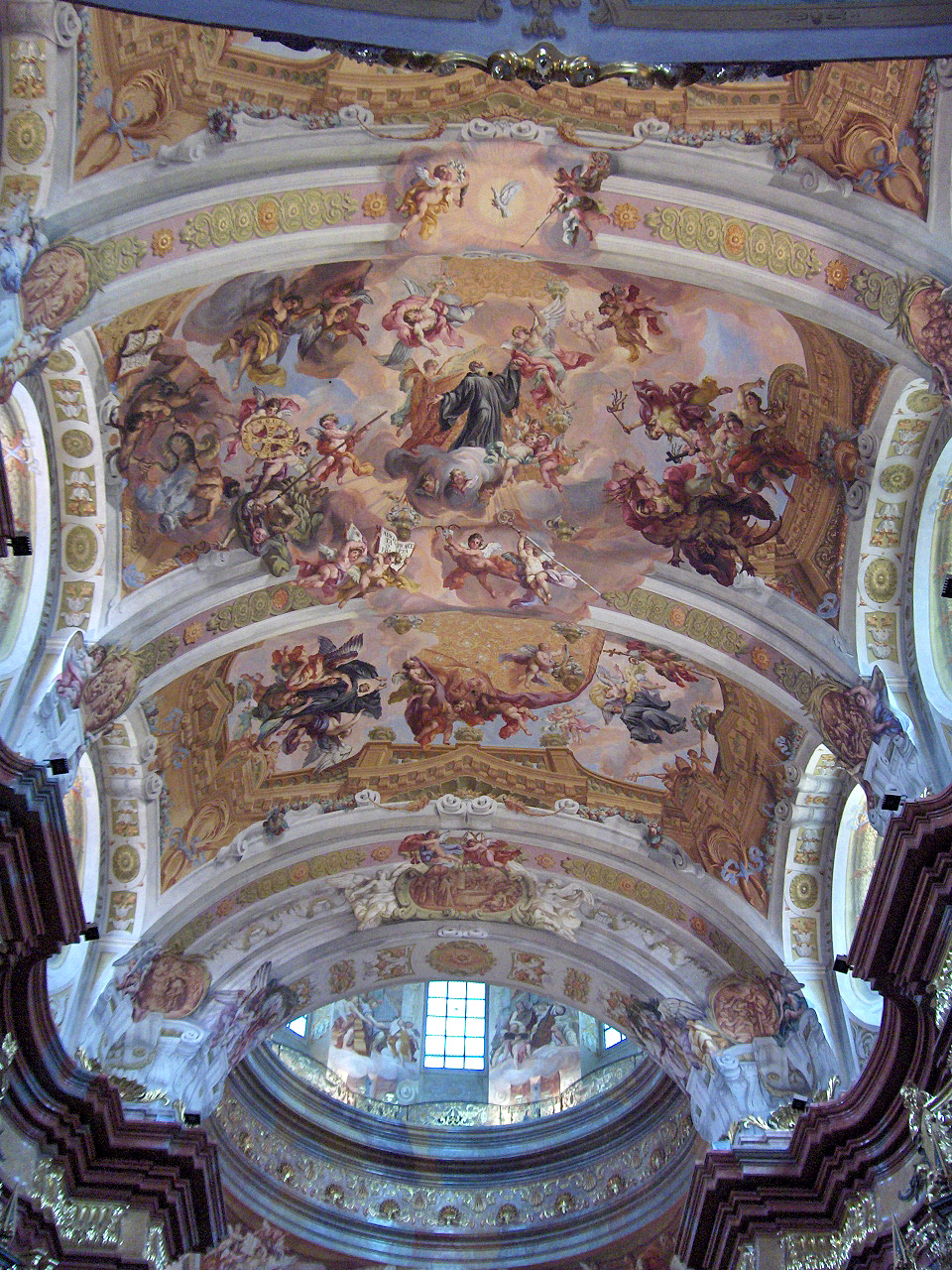
Kloosterkerk te Melk, Oostenrijk

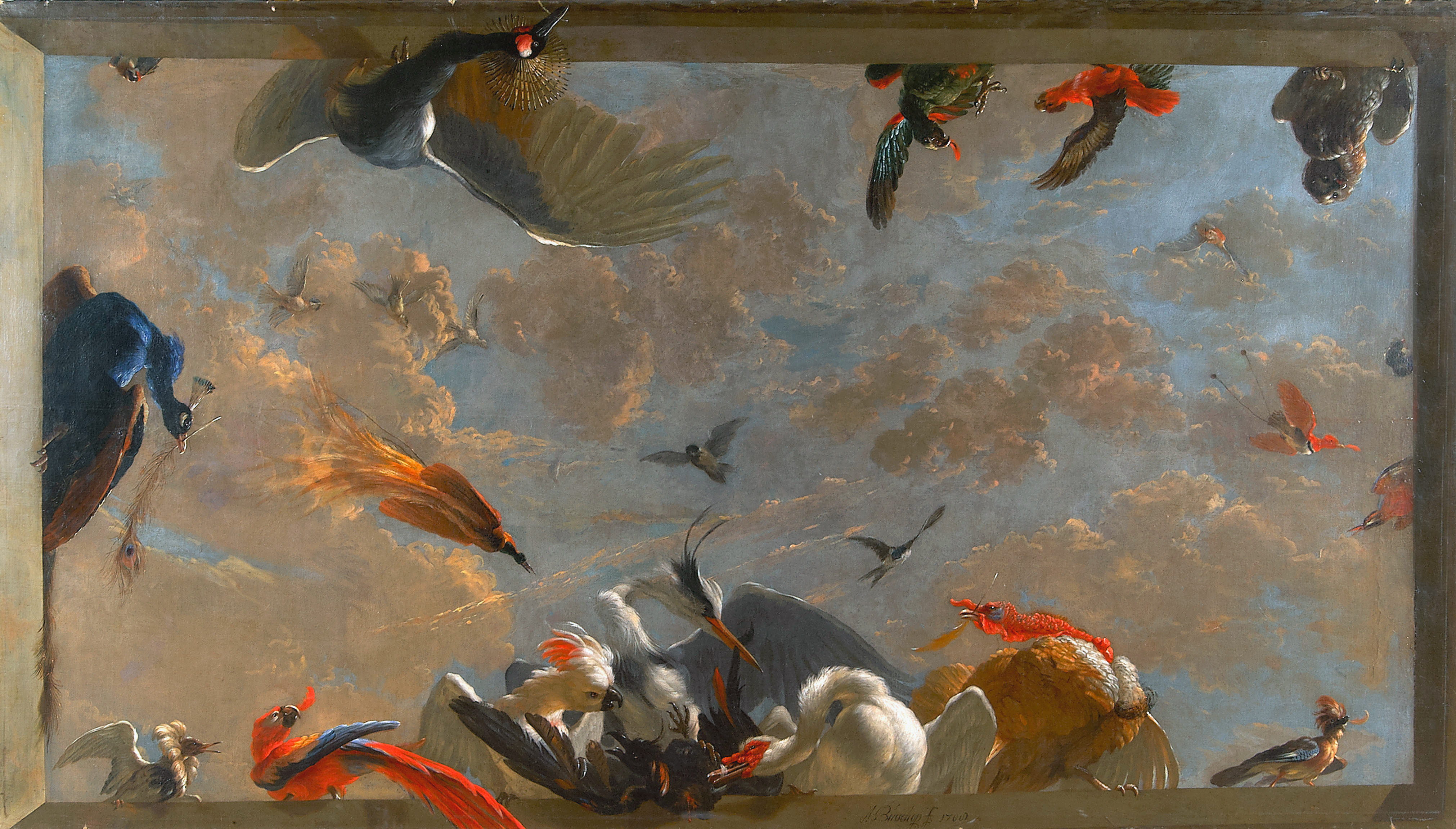
Abraham Busschop: Plafondstuk met vogels, 1708

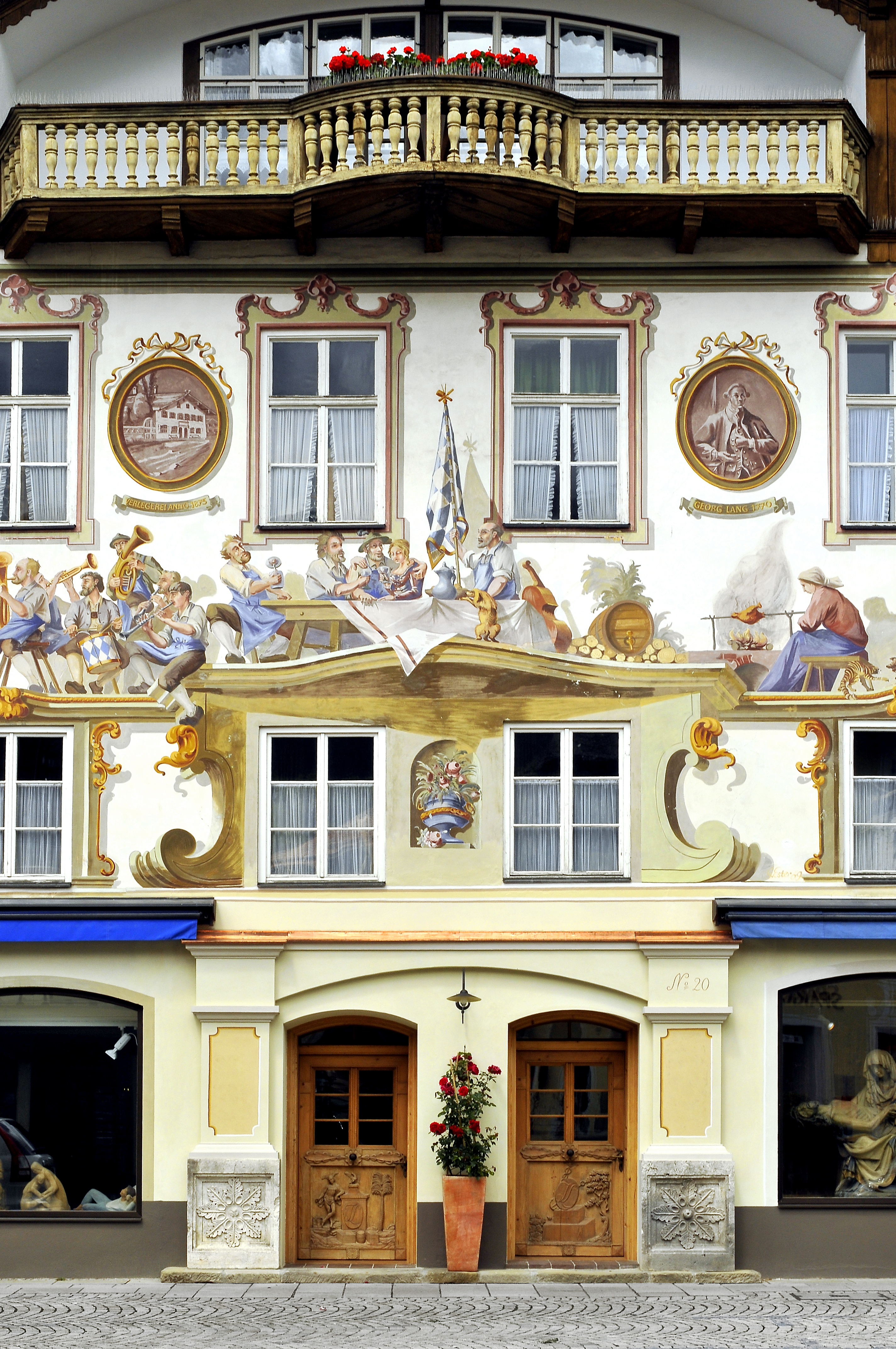
Lüftlmalerei in Oberammergau, Beieren

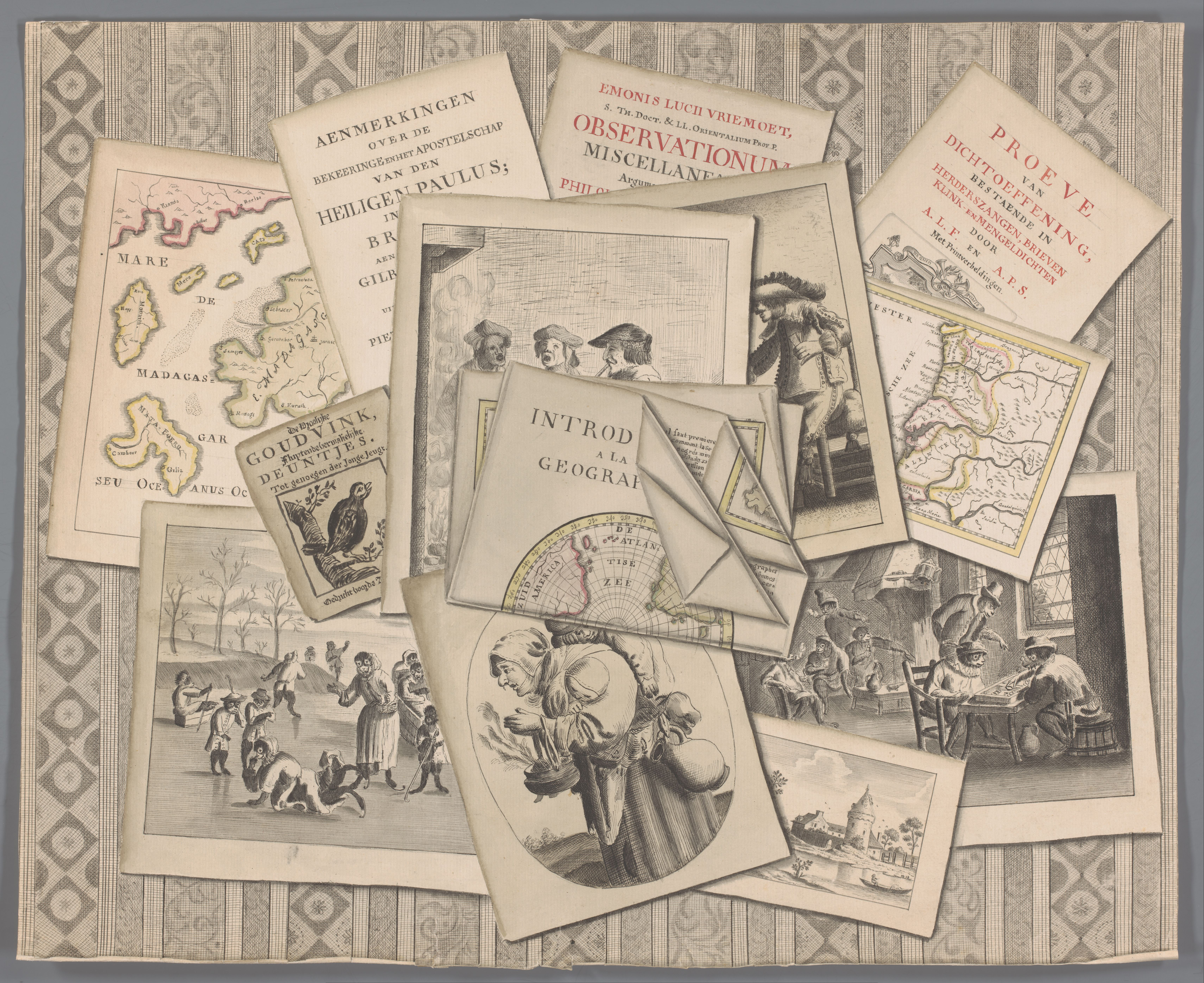
Bedriegertje in het Rijksmuseum

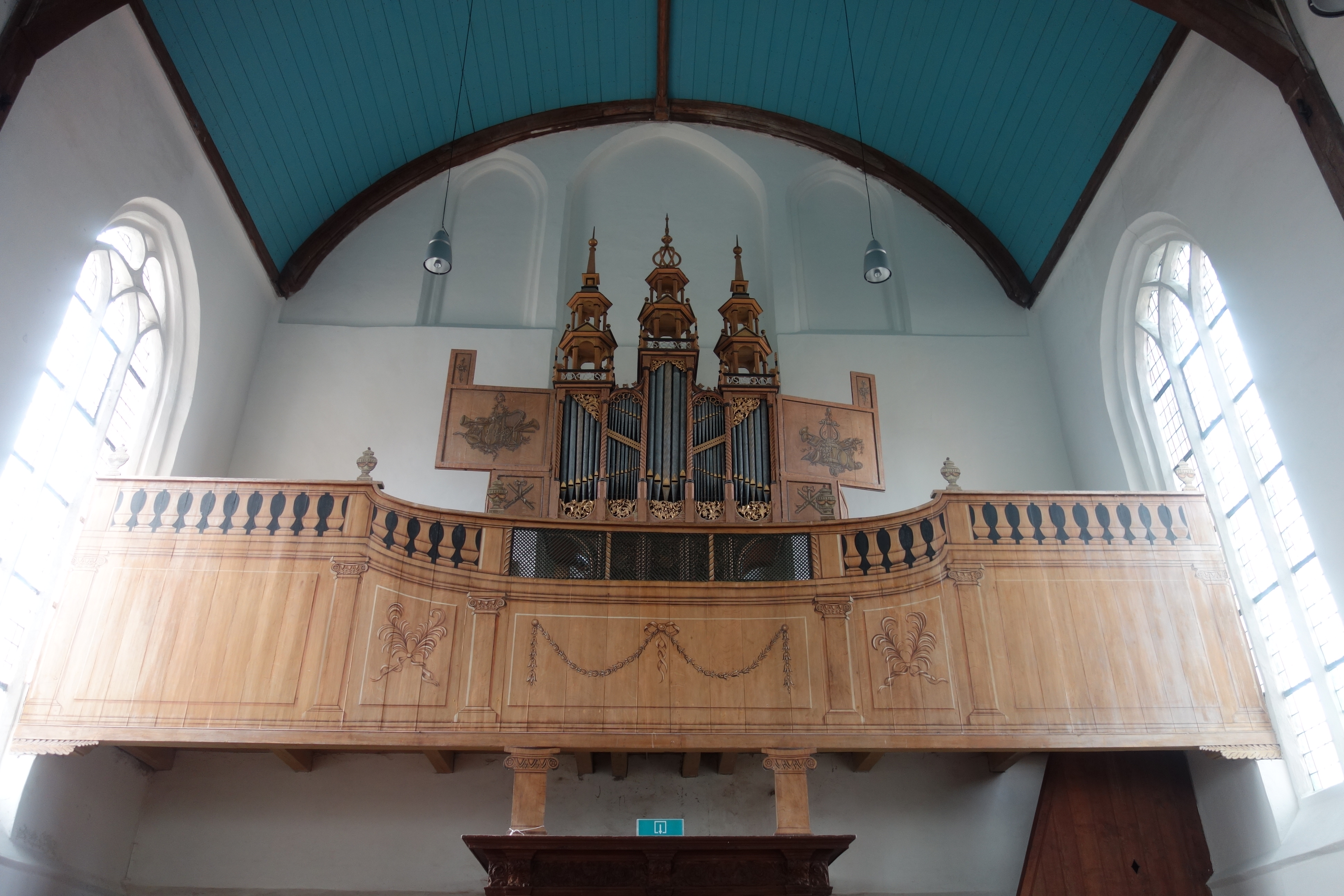
Balustrade voor het orgel van de Grote of Sint-Nicolaaskerk te Oosthuizen die lijkt in te zwenken naar het orgel

Een trompe-l'œil is een afbeelding in de beeldende kunst waarbij opzettelijk een optische illusie is gecreëerd. Trompe-l'œils zijn vooral bekend in de schilderkunst als schildertechniek waarbij de illusie van driedimensionale objecten of ruimte wordt gecreëerd door een uitermate realistische en gedetailleerde manier van schilderen. Het woord trompe-l'œil betekent gezichtsbedrog. Een tekening in deze stijl wordt in het Nederlands dan ook aangeduid als een 'bedriegertje'.

## Toepassingen
Over het algemeen wordt het in stillevens toegepast maar ook in muurschilderingen om bijvoorbeeld de echte aanwezigheid van pilaren of standbeelden te suggereren. In plafondschilderingen kan met deze techniek gesuggereerd worden dat er bijvoorbeeld een koepel op de ruimte aanwezig is zoals in de kerk van Sant'Ignazio te Rome. Een specifieke vorm van de trompe-l'œil is de anamorfose en de Lüftlmalerei in Beieren. Wanneer alleen grijstonen gebruikt worden spreekt men ook van een grisaille. Deze zogenoemde 'witjes' (naar de meester Jacob de Wit) of 'grauwtjes' waren populair in Amsterdam.
Door het zeer nauwkeurig schilderen van de vormen en vooral de schaduwen van de voorwerpen wordt een sterke diepte-illusie bereikt. De belichting zou strikt moeten overeenkomen met de belichting die van nature in de ruimte aanwezig is. Deze zeer bewerkelijke en kunstige vorm van schilderen kan worden gezien als een begerenswaardig ambacht, dat ook vrij kostbaar was.

## Geschiedenis
De Romeinen gebruikten deze techniek al door op muurschilderingen doorkijkjes naar bijvoorbeeld een tuin te schilderen. Voorbeelden hiervan zijn overgebleven in Pompeï.
In de Renaissance werd de techniek geperfectioneerd, en werd in kloosters, kerken of andere ruimtes bijvoorbeeld een extra deur of raam gesuggereerd. Daarmee werd de ruimtelijkheid vergroot. Wat dit betreft lijkt de techniek wel wat op het gebruik van spiegels om een ruimte groter te laten lijken.
De techniek werd echter ook gebruikt voor kleine stillevens, bijvoorbeeld met als onderwerp memento mori.
Sinds de 17e eeuw werd de techniek bekritiseerd, men vond het schilderen van dit soort leuke onderwerpen plezier voor "platte geesten."
De naam voor de schilderswijze, trompe-l'œil, werd voor het eerst gebruikt op de Parijse Salon van 1800 van de hand van Leopold Boilly (1761-1845). Het werk wekte zoveel verbazing dat er een barricade omheen gebouwd moest worden. Hij schilderde bijvoorbeeld ook een marmeren tafelblad, met daarop munten en andere voorwerpen die uit een broekzak leken te komen, en een kruisbeeld met Christus op een houten kruis.
In het begin van de twintigste eeuw werd de techniek in allerlei rijk versierde interieurs toegepast door zogeheten "peintre-décorateurs." De kubisten uit die tijd pasten de techniek ook toe in hun stillevens, zoals Juan Gris, maar ook Pablo Picasso, Georges Braque. 
Optische illusies komen ook voor in de mozaïekkunst, de beeldhouwkunst, de schrijnwerkerij en in straatkunst (krijttekeningen, graffiti). Een voorbeeld is het vloermozaïek van de niet-geveegde kamer, die werd ontwikkeld bij de oude Grieken.
Eind 20ste en begin 21ste eeuw worden huizenhoge muurschilderingen in trompe-l'œil gerealiseerd op kale muurvlakken, zoals in de Franse plaatsen Cannes, Langres en Besançon, in het Zweedse Gävle en het Noorse Stavanger. Zelfs vrachtwagens worden zo beschilderd dat men de indruk krijgt erin te kunnen kijken.

## Bekende schilders
In trompe-l'œil gespecialiseerde schilders zijn onder meer:
- Louise Moillon (1610-1696)[6]
- Wallerant Vaillant (1623-1677)[1]
- Carel Fabritius (1622-1654)
- Samuel van Hoogstraten (1627-1678)[1]
- Cornelius Gijsbrechts (1630-1675)[1]
- Jacob Biltius (1633-1781)
- Cornelis Biltius (1653-1686)
- Jacob de Wit (1695-1754)
- Raphaelle Peale (1774-1825)
- William Michael Harnett (1848-1892)
- John Frederick Peto (1854-1907)
- Claude Raguet Hirst (1855-1942)
- Charles A. Meurer (1865-1955)
- Nicholas Alden Brooks (1880-1904)
- Victor Dubreuil (actief van 1880 tot 1910)
- Salvador Dalí (1904-1989)
- Kenneth Davies (1925-2017)
- Brian Connelly (1926-1963)
- Henri Bol (1945-2000)
- John Pugh (1957-)
- Julian Beever (1959-)

## Voorbeelden

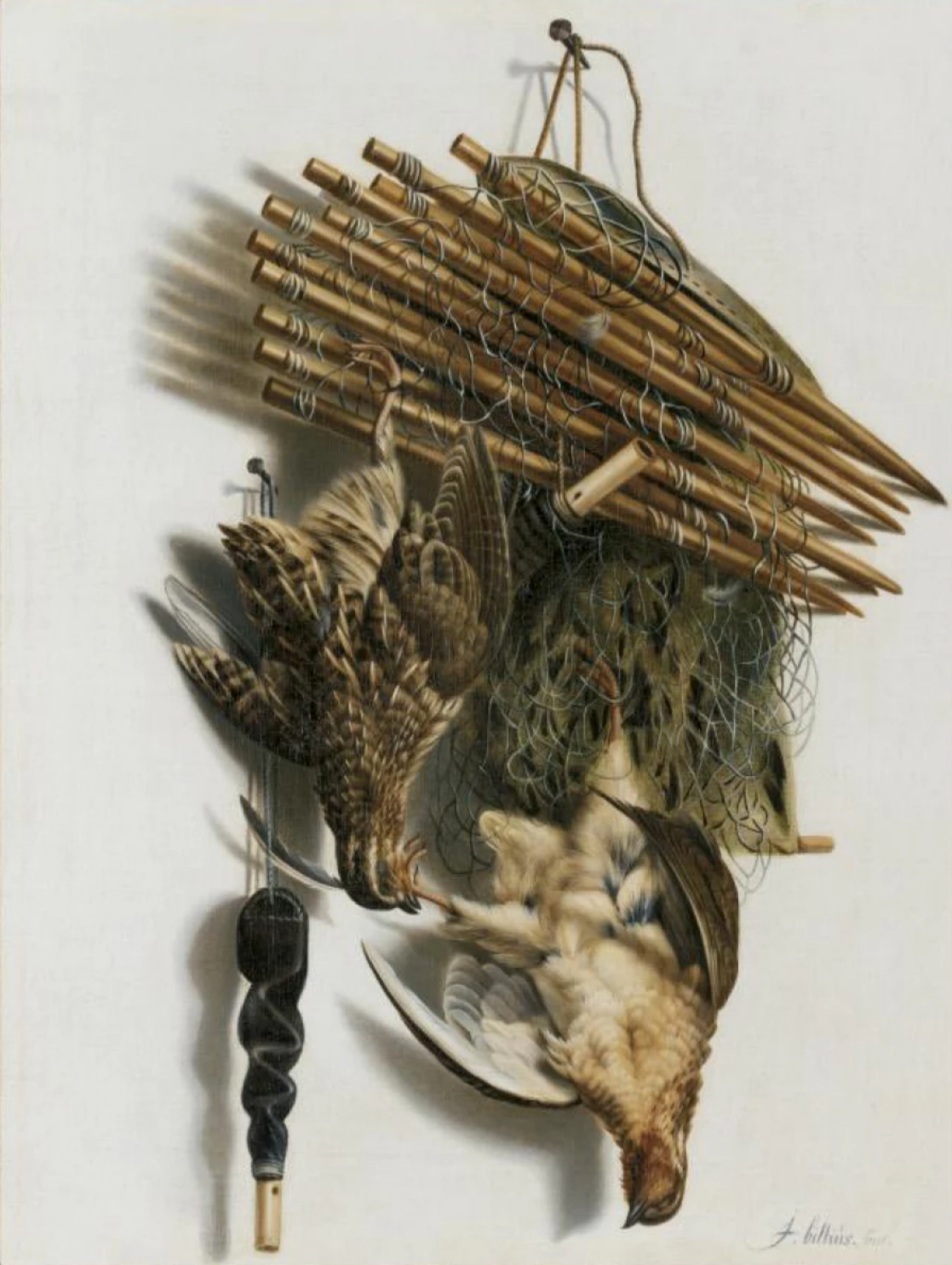
Trompe l’œil van de vogeljacht, 1666
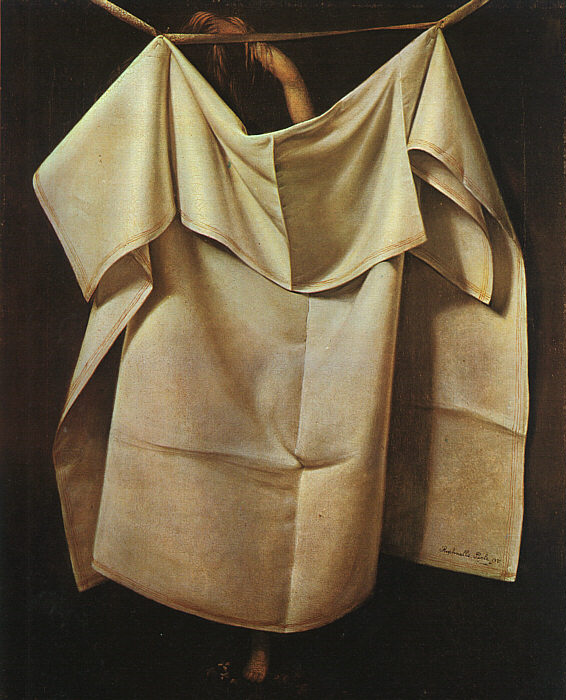
Raphaelle Peale, 1823
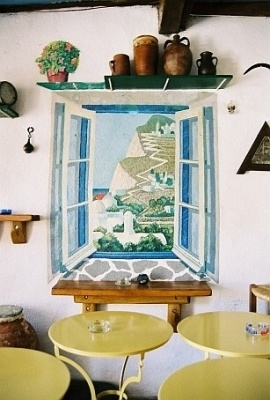
Hedendaags trompe-l'œil van de Panagia te Folegandros
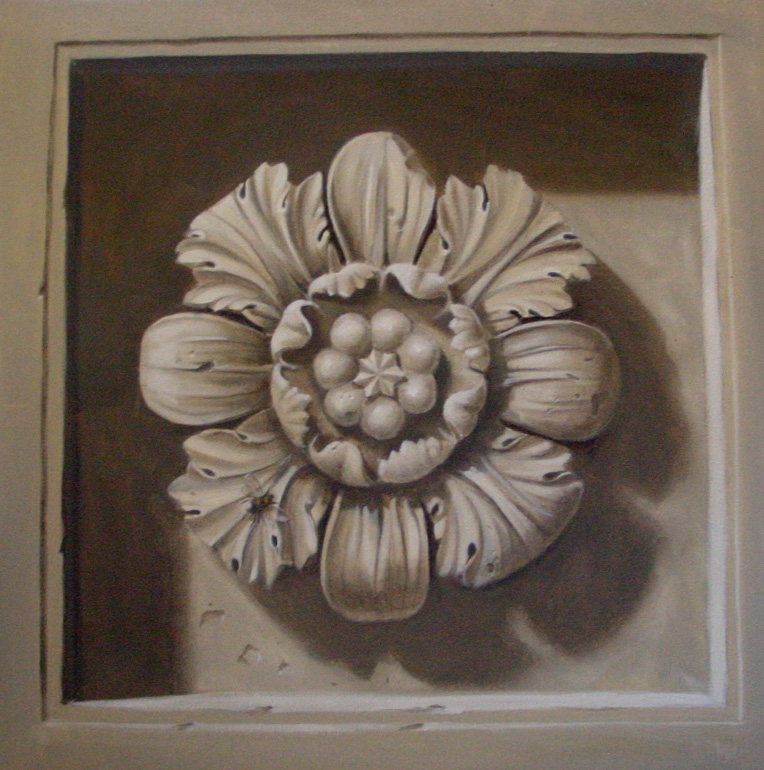
Grisaille van stucornament
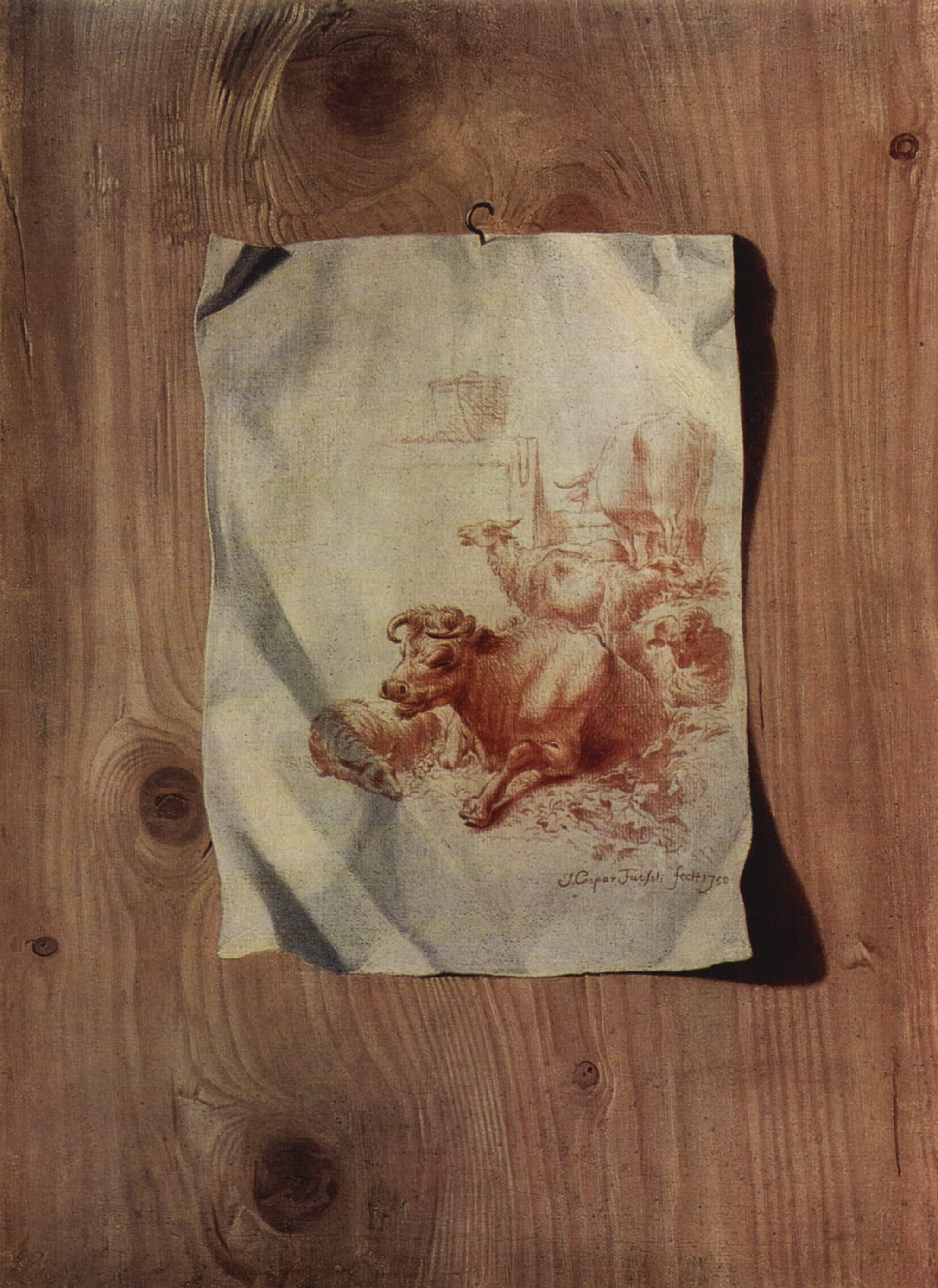
Trompe-l'œil van Johann Heinrich Füssli
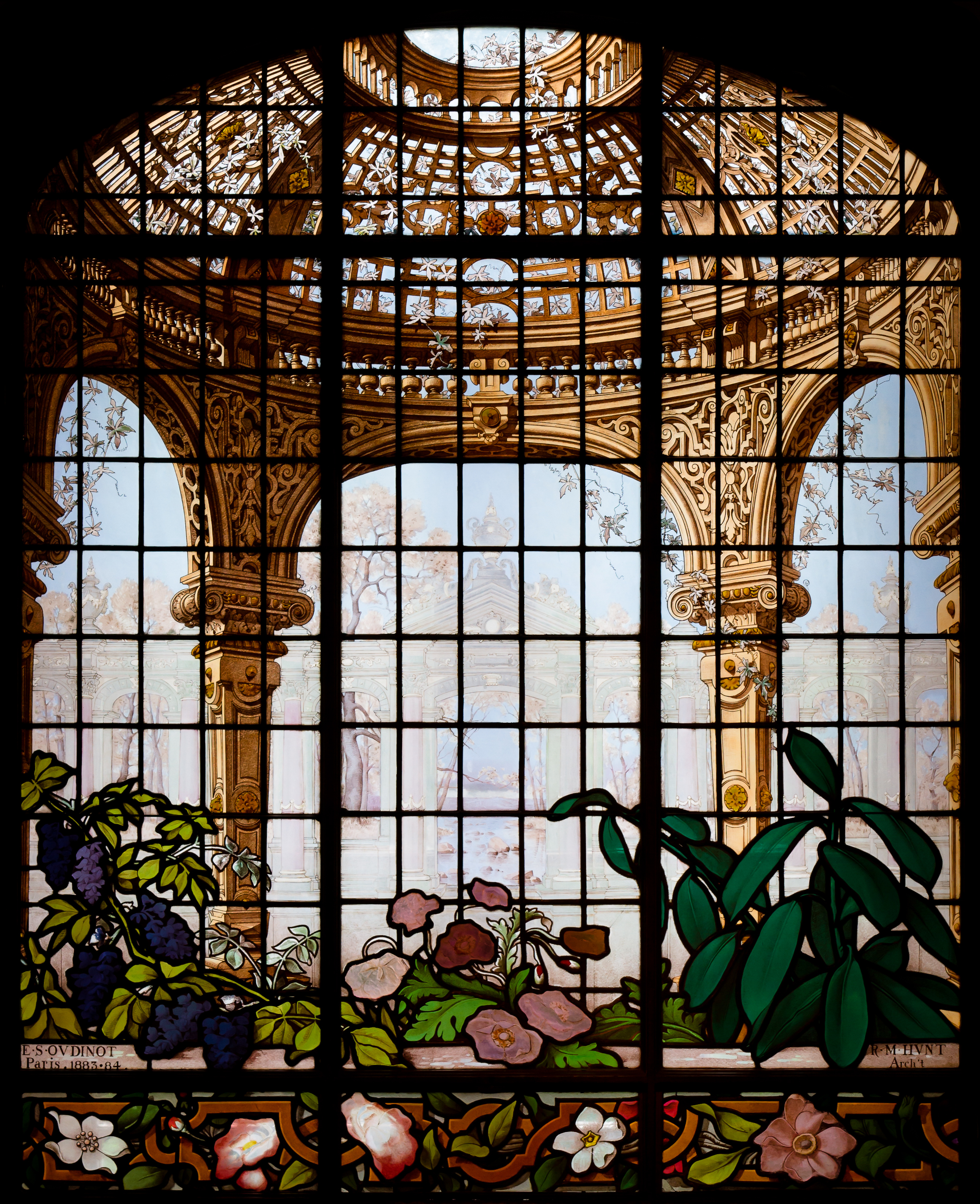
Trompe-l'œil in New York
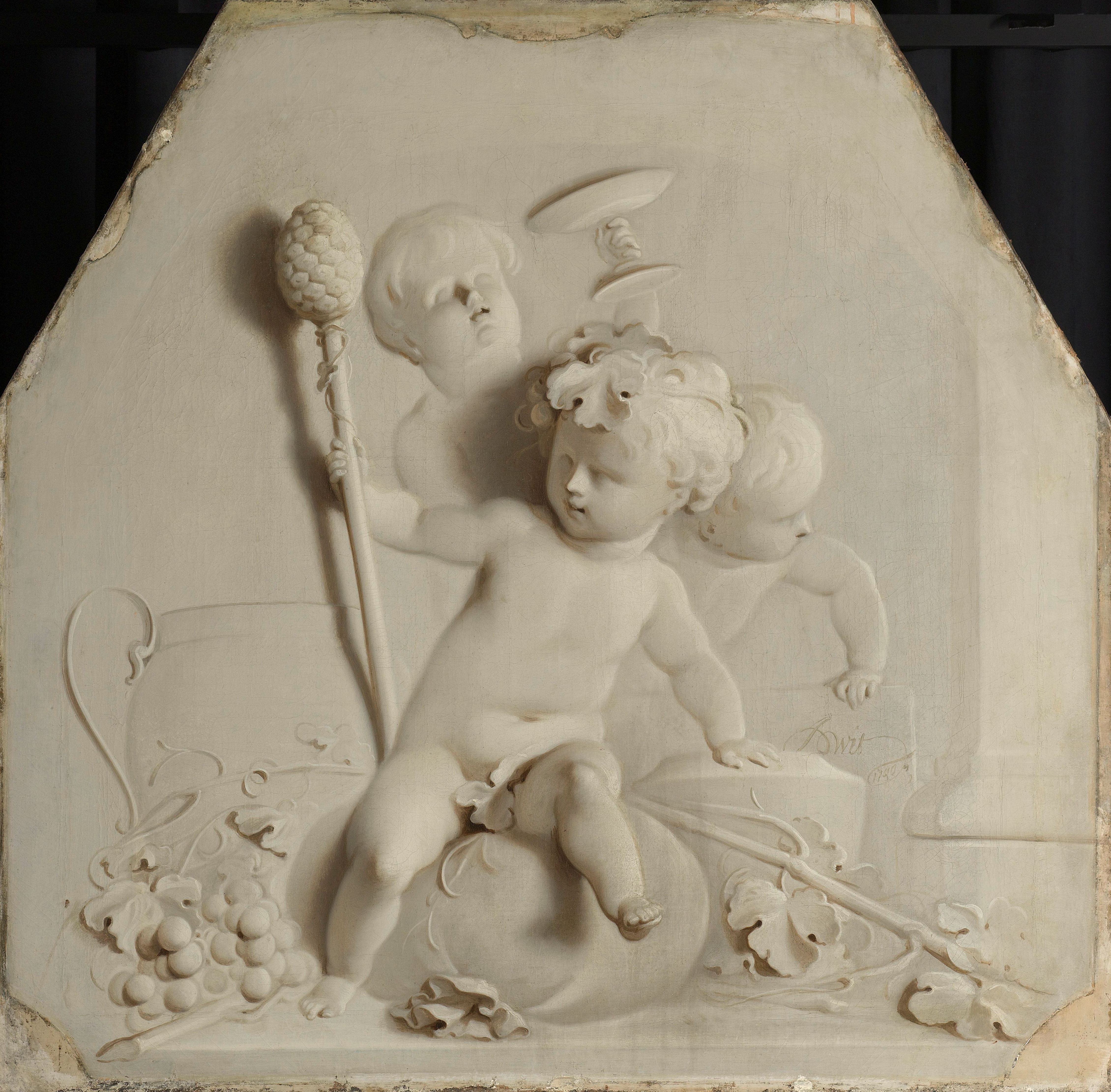
De herfst, Jacob de Wit, Rijksmuseum
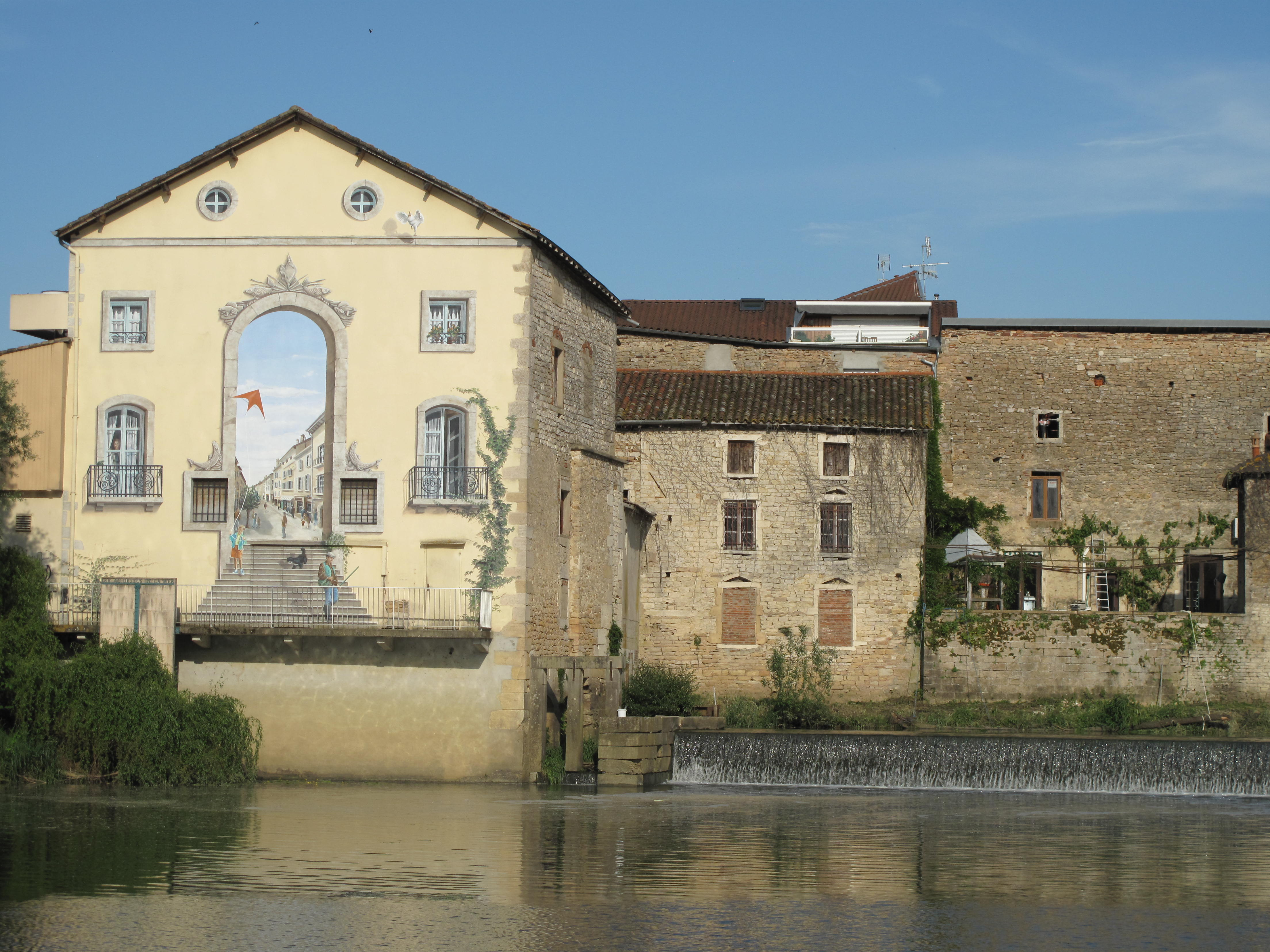
Trompe-l'œil in Pont-de-Vaux, Frankrijk